# Pachycondyla cognata
Pachycondyla cognata är en myrart som först beskrevs av Carlo Emery 1896.  Pachycondyla cognata ingår i släktet Pachycondyla och familjen myror. Inga underarter finns listade i Catalogue of Life.